# 極紫外探測器
極紫外探測器（英語：Extreme Ultraviolet Explorer，縮寫：EUVE）是於1992年6月7日發射，使用於紫外線天文學的太空望遠鏡。EUVE是第一架有能力偵測波長範圍在7至76奈米短波紫外線輻射的儀器。這顆衛星在2001年1月31日 停止觀測之前，對全天空所做的巡天觀測總共編錄了801個天體。它於2002年1月30日重返大氣層。

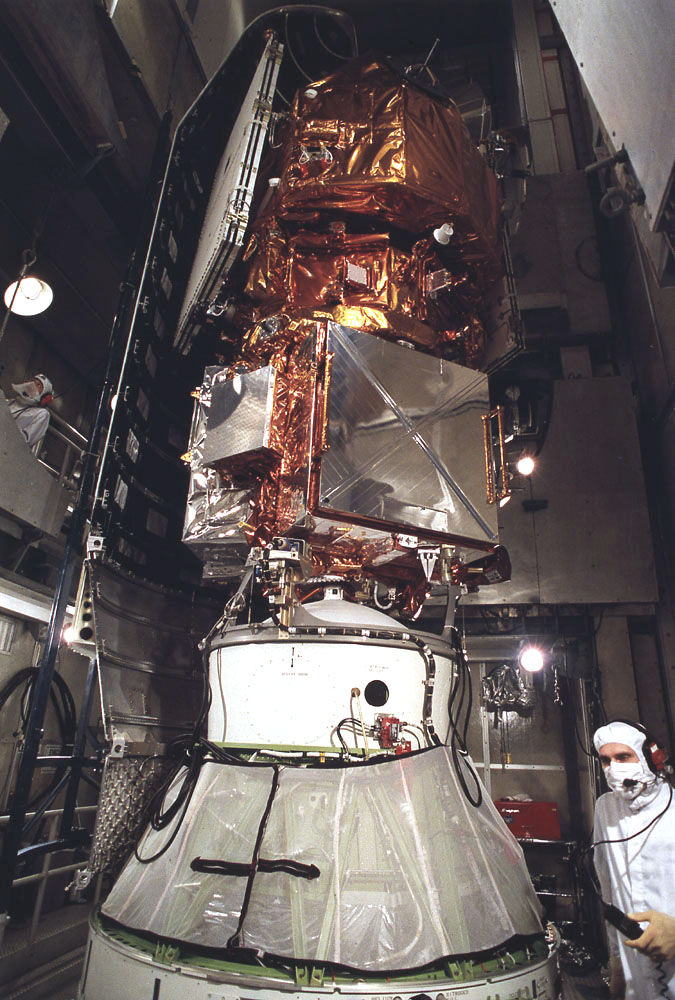
發射之前的極紫外探測器。

## 任務目標
任務目標包括使用幾個不同頻率範圍的極紫外線觀察：
- 在極紫外線的波段對整個天空進行巡天的觀測。
- 在兩個單獨的極紫線頻道上做深入的全面調查。
- 對其它任務中發現的天體進行光譜觀測。
- 觀察極紫外線的來源，像是熱的白矮星和冕星。
- 使用極紫外線的光譜研究星際介質的組成。
- 確定建造另一個更靈敏的極紫外線望遠鏡是否有利於進一步的觀測。

## 外部連結
- EUVE page at Space Sciences Lab (links to science highlights and publications)
- EUVE page at NASA-GSFC （页面存档备份，存于）
- EUVE page at NASA-STScI (MAST) Archive.today的存檔，存档日期2012-12-12 (has stellar map of EUVE observations)